# تزل آن در پرام
سل آندر پرام (به آلمانی: Zell an der Pram) یک منطقهٔ مسکونی در اتریش است که در ناحیه شاردینگ واقع شده‌است. سل آندر پرام ۲۳٫۳۷ کیلومتر مربع مساحت دارد ۳۶۷ متر بالاتر از سطح دریا واقع شده‌است.